# 감자역병균
감자역병균은 난균의 일종으로, 감자에 감자역병이라는 심한 질병을 일으킨다. 이는 1845년 아일랜드와 1846년 스코틀랜드 고지에서 일어난 감자 대기근의 주요 원인 가운데 하나이다.

## 생태 및 병징
감자역병균의 포자는 잎에서 증식하여, 섭씨 10도 이상, 습도 75% 이상인 상태로 이틀 정도만 있으면 작물 전체로 퍼진다. 포자가 비에 씻겨 땅에 스며들면 덩이줄기에 증식하게 되고, 바람에 날려서 다른 작물에 옮기기도 한다. 포자는 덩이줄기에 감염한 채로 겨울을 난다.
감자역병에 걸린 감자의 대표적인 병징 가운데 하나는 이파리 끝과 줄기에 짙은 반점이 드러나는 것이다. 덩이줄기의 경우 감염된 부분은 표면이 짙고 속은 갈색으로 나타나며, 세균 등에 의한 2차 감염에 의해 썩는 냄새가 난다. 감염되었지만 멀쩡해 보이는 것도 유통 과정에서 썩어버릴 수 있다.
2009년에 영국과 미국 연구팀에 의해서 2억 4천만 염기쌍 크기의 전체 게놈 염기서열이 밝혀졌다. 이는 지금까지 알려진 크로말베올라타 계의 유전체 중에서 가장 크고 복잡한 것으로 반복서열이 전체 게놈의 74%를 차지하며 생긴 현상이다.

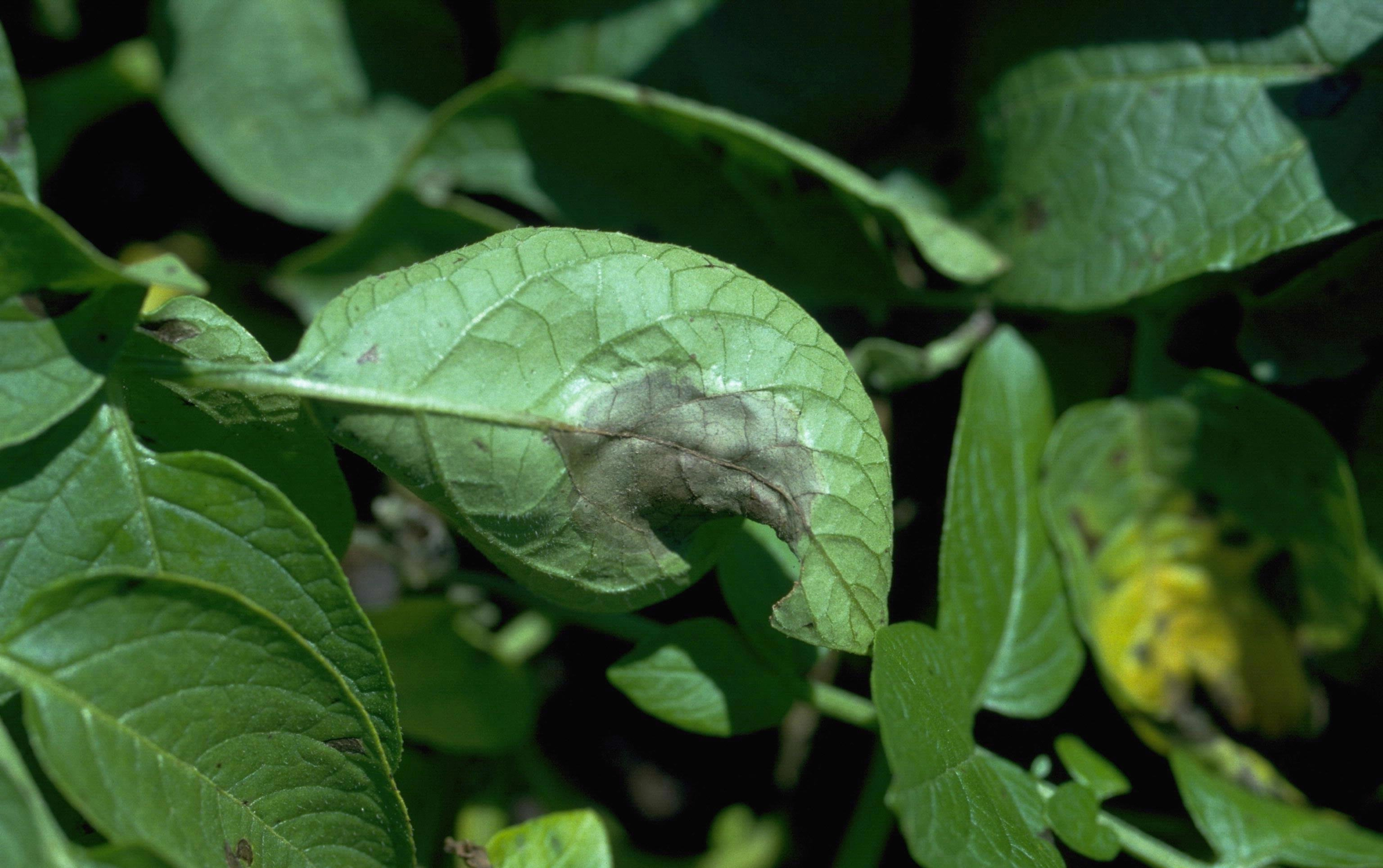
감자잎에 드러난 감자역병의 증상.
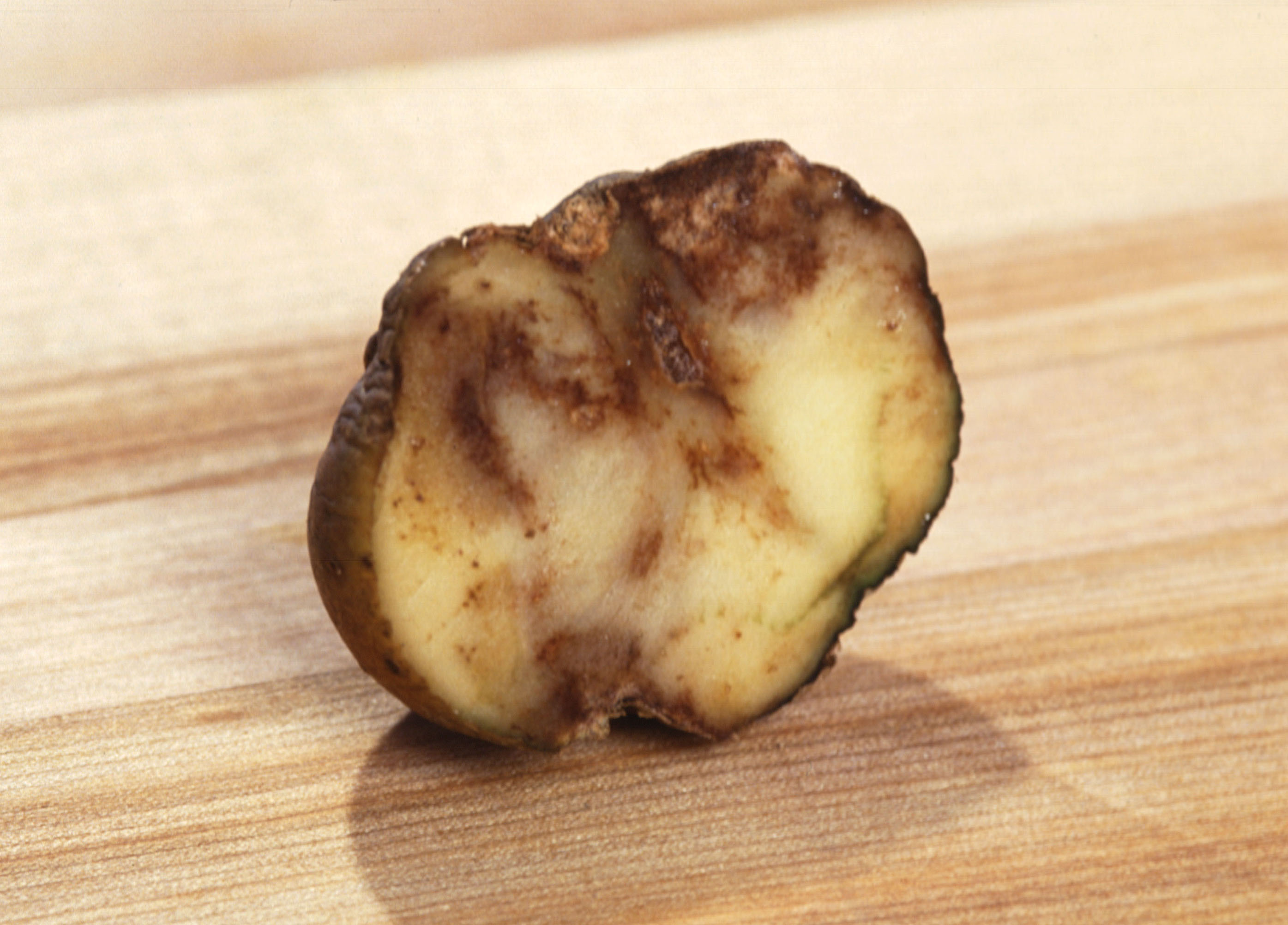
감자역병균에 감염된 감자.

## 방제
감자역병에 대처하는 방법으로는 날씨 예보를 통해 역병균이 증식하기 좋은 조건에 대비하고 정기적으로 곰팡이 제거제를 뿌리는 것 등이 있다.
21세기에 들어서는 감자와 유사한 종인 솔라눔 불보카스타눔(Solanum bulbocastanum)으로부터 감자역병에 저항하는 유전자를 작물용 감자의 유전체에 이식하는 데에 성공하였다.

## 같이 보기
- 하역병